# Sandy Glen
 (décembre 2009).
Alexander Richard Glen, surnommé Sandy Glen, né le 18 avril 1912 à Glasgow et mort le 6 mars 2004, est un scientifique, un aventurier, un officier de renseignement pendant la Seconde Guerre mondiale et enfin un homme d'affaires.

## Biographie
Alexander Richard est britannique. Il étudie la géographie au Fettes College d’Édimbourg, puis au Balliol College de l'université d’Oxford.
En 1932, avec des amis, il accomplit un premier séjour de deux mois sur l'île de Spitzberg, en Norvège. L’été suivant il y retourne comme chef d’une expédition topographique et géographique de l’université d’Oxford, puis séjourne quelques mois d’hiver en Laponie.
En 1935 et 1936, il dirige une autre expédition arctique organisée conjointement par l’université d’Oxford et la Royal Navy. Son équipe scientifique mène aussi des recherches sur la propagation des ondes qui contribuent à la mise au point du radar.
Il travaille ensuite dans la banque, à New York et à Londres jusqu’à la déclaration de guerre.
Nommé lieutenant de vaisseau de la Royal Navy Volunteer Reserve (R.N.V.R) le 22 février 1939, dans le service de renseignement de la Marine, il y côtoie Ian Fleming qui y trouverait une source d’inspiration pour créer son personnage de James Bond.
En 1940, Glen sert quelques mois à la Légation britannique de Belgrade jusqu’à l’invasion de la Yougoslavie par les troupes allemandes. En 1941 et 1942, il participe à deux opérations navales au Svalbard qui lui valent la Distinguished Service Cross Royaume-Uni (D.S.C) le 27 octobre 1942, la croix de Chevalier de l’Ordre de Saint-Olaf et la Croix de guerre norvégienne. Il reçoit aussi en 1942, la Médaille polaire d’argent (Polar Medal).
À partir de 1943, il opère dans les Balkans. Il rejoint le général Fitzroy Maclean et les partisans yougoslaves, et assiste ainsi à la première rencontre entre Tito et Staline.
Il mène aussi des opérations clandestines en Albanie et en Bulgarie. Capitaine de corvette, il est décoré d’une deuxième DSC le 20 février 1945 et de la Croix de Guerre tchèque. Il termine la guerre à l’état-major à Athènes.
Après la guerre, Glen se lance dans le commerce maritime et aérien tout en servant dans la Marine, capitaine de vaisseau en 1955 jusqu’en juin 1959.
Il est promu Commandeur de l'Ordre de l’Empire britannique (C.B.E) le 1er janvier 1964, puis Chevalier Commandeur (K.B.E) trois ans plus tard, le 1er janvier 1967.
Directeur de plusieurs sociétés et organismes liés à l’exportation, il est à la tête du Service du Tourisme britannique de 1969 à 1977.
Il a publié ses mémoires en 1975, Footholds Against a Whirlwind, Ed. Hutchinson, Londres.